# Serrat de l'Àliga (Montserbós)
El Serrat de l'Àliga és una serra del municipi de Tremp, a la comarca del Pallars Jussà. És a l'antic municipi de Fígols de Tremp, a prop (al nord-oest) del santuari i antic poblat de Montserbós.
Arrenca del Port de Sant Miquel, de 863,4 m. alt., on enllaça amb Montserbós, i forma un arc de llevant a ponent, inflexionar cap al nord, per anar baixant gradualment cap a la vall del barranc del Pont. De forma gairebé paral·lela al serrat discorre una línia elèctrica de 110 kv. que ve de l'Aragó i acaba en la central elèctrica de Can Barba, a Terrassa.
Delimiten aquest serrat pel nord el barranc de Sant Miquel, i pel sud, el barranc de Font Freda. Al nord del serrat hi ha la masia de la Roureda, habitada i en ús agrícola. Aquesta masia és en un serrat secundari cap al nord del principal, del qual queda separat pel barranc de l'Àliga. Travessa aquest serrat el Canal del Pont de Montanyana.
De serrats de l'Àliga, n'hi ha dos, en aquest sector, i són bastant propers. L'altre és el serrat de l'Àliga que baixa de Montllobar cap al nord-est, en direcció al poble d'Eroles, i té el seu punt culminant molt a prop i damunt d'aquest poble.